# Diaulomorpha australiensis
Diaulomorpha australiensis är en stekelart som beskrevs av William Harris Ashmead 1900. Diaulomorpha australiensis ingår i släktet Diaulomorpha och familjen finglanssteklar. Inga underarter finns listade i Catalogue of Life.